# طبربة

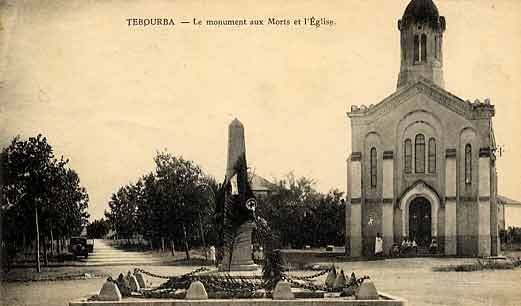
طبربة في أوائل القرن العشرين

طُبُرْبَة مدينة تونسية تقع في شمال البلاد على الضفة الشمالية لوادي مجردة وعلى بعد 35 كم غربي مدينة تونس على الطريق المحلية رقم 511. ويبلغ عدد سكان البلدية 26.665 نسمة (2006). وهي مركز معتمدية طبربة التابعة لولاية منوبة.

## تاريخ المدينة
لم تكن طبربة خارج سجّل الاكتشاف الحديث الذي استهدف كامل مناطق البلاد التونسية منذ القرن التاسع عشر بل شملتها كل مراحل هذا البحث. وكان ذلك في أواخر القرن التاسع عشر عندما بدأت تتوافد علينا بعثات من الباحثين بدافع الاطلاع عن كثب على تراثنا الأثري والتاريخي. وكان أول استطلاع ميداني بين 1884 و1888 عنوانه أنجزه Ch.Tissot ونشر له تحت: ومن عينات طبربة وما حولها أنه زار سنة 1876 هنشير الشواقي وهنشير الجاّل.(Géographie comparée de la province romaine d'Afrique) 
في نفس الإطار وتزامنا مع ذلك توزّعت فرق المسح التوبوغرافي التابعة للجيش الفرنسي لتسجيل كل المواقع القديمة على خرائط بسلّم 1/50.000، فوفّرت هذه العملية المادة الخام لفريق من المؤرخين نذكر منهم. Merlin، S.Reinach، R.Cagnat، E. Ababelon.
خلال القرن 17 م قدمت الجالية الأندلسية إلى تونس واستقرت من بينهم عائلات أندلسية بطبربة... بنيتلانجاز ونشر الأطلس الأثري للبلاد التونسية طوال فترة تمتّد بين 1892 و 1932. والخارطة رقم XIX تحت اسم«طبربة» ضمن هذا الأطلس هي التي تتبّنى مدينة طبربة منذ 1902 لكن بصفة محدودة بما أن جلّ ما يحيط بها تأتي عليه 3 خرائط أخرى مرقمة بـ XII (ماطر) و XIII (أريانة) وXX (تونس) وبالتالي، لابدّ أن نعتبرها أداة لا يستهان بها حتى نتصوّر من جديد وبقدر الإمكان الإطار الذي نمت فيه حضارات طبربة ونحصر جغرافيا ما يتماشى ومقاربتنا. وفي خضم تسلم الجيل الأول من الأثريين التونسيين المسؤولية العلمية والإدارية لمواقعنا تبلورت فكرة إتمام الأطلس وبالمناسبة مراجعة ما يمكن مراجعته وأُسس لهذا الغرض مشروع الخارطة الوطنية للمواقع الأثرية والمعالم التاريخية 1988. وكانت فرصة آنذاك لإلحاق عدة مبتدئين في علم الآثار لخوض هذه التجربة زد على ذلك تبنّت بعض الأطروحات المساهمة في هذه المراجعة وكانت طبربة محلّ إعادة اكتشاف ضمن دراسة تحت عنوان «التل الشمالي الشرقي التونسي في القديم» بإمضاء J. Peyras في نطاق أطروحة دكتوراه ناقشها 1984 ونشرت له 1991 اعتمد فيها 6 خرائط من الأطلس الأثري الأول من بينها خارطة طبربة التي تبنىّ فيما بعد إعادة نشرها1994 على ضوء المعطيات التي عاينها خلال بحثه الميداني. وبالتوازي مع مشروع الخارطة، حظيت عدّة مناطق من الشمال بعمليات مسح جماعية ذات المقاربات المختلفة وخاصة تلك التي شملت أوتيك القديمة فتاخمت هذه ميدان طبربة وما حولها، وما تشترك فيه هذه مع تلك هي المواقع البونية التي أثبتها وعرّف بها وبحث فيها المختص في المسألة P. Cintas وبما أن لمساته شملت أيضا مواقع بونية أخرى مثل قرطاج وسوسة وغيرهما بقي موقع المدافن البونية بطبربة دون إضافة.

### العهد الروماني
رغم قلة المراجع التي تتناول تاريخ مدينة طبربة خلال العهد القديم فإن ما لدينا من معلومات يؤكد مكانتها وذلك منذ النصف الثاني من القرن الأول قبل الميلاد. خلال هذه الفترة قام أغسطس بتأسيس عديد المستعمرات في إفريقيا. وفي هذا الإطار وقع تأسيس مستعمرة طبربة الصغرى Thuburbo Minus وذلك بهدف إيواء المحاربين القدامى الذين ينتمون إلى الفيلق الثامن باعتبار ما تتوفر عليه هذه المنطقة من أراضي خصبة موزعة على ضفتي نهر مجردة. وتشهد المعالم الأثرية الموجودة بمدينة طبربة على مدى تطورها خلال العهد الروماني وخاصة المسرح الدائري وخزانات المياه بالإضافة إلى عديد المعالم الظاهرة جزئيا والتي تتطلب تدخلا ميدانيا.
كما عرفت مدينة طبربة خلال هذه الفترة بانتشار الديانة المسيحية حيث تذكر المصادر بعض الأعلام الذين اشتهرت بهم هذه المدينة وذلك منذ نهاية القرن الثاني وبداية القرن الثالث ميلادي. ويمكن في هاذ الإطار ذكر القديستان Félicité et Perpétueاللتين وقع اضطهادهما ثم إعدامهما بالمسرح الدائري بقرطاج سنة 203 بعد الميلادفي عهد سابتيموس سيوروس.Septime Sévère
كما أن مستعمرة طبربة كانت محاطة بعديد المدن الصغيرة والقرى التي أثبتت الحفريات الأثرية أهميتها مثل الأنصارين Uzalissar, المهرين El-Mahrine , سيدي غريب Sidi Ghrib, هنشير الشويقي Thubba , هنشيرالزويتينةThibiuca , برج التومي. Cancari

### العهد الوسيط
بانتهاء العصور القديمة وبداية عصر جديد مع انتشار الدين الإسلامي والحضارة العربية لم ينته تاريخ المنطقة بل تواصل لكن في شكل ديني جديد وحضور إثني مغاير وما يتبعهما من خصوصيات حضارية جديدة ومختلفة عن السابق. ورغم قلة المعطيات التاريخية حول المنطقة في المصادر العربية الكلاسيكية فإن تاريخها لم ينقطع، بل على العكس تواصل التعمير الإنساني بها نظرا لأهمية ماء مجردة (بقردة) الذي يغذي أراضيها باستمرار. وهو ما جعلها أرضا خصبة على الدوام توفر المنتجات الضرورية للمدن الكبرى من القيروان إلى تونس منذ عهد الولاة إلى العهد الحسيني. وليس أدل على الوجود العربي بها في الفترة الوسيطة من الطوبونوميا الخاصة بها التي تحيلنا على القبائل العربية التي استقرت بها.
وإن كان ابن خلدون يسميها طبربة ويصف سورها وحصنها في عهد أميرها مدافع بن علال القيسي أحد شيوخها زمن انتشار الفوضى في أفريقية على إثر القطيعة بين المعز بن باديس والخلافة الفاطمية بالقاهرة، فإنه أيضا وردت بعض الإشارات إلى ما تمتعت به المنطقة من خصب وثراء زراعي كان فيه الفضل لمياه مجردة. ويبدو أن مدينة طبربة وجهتها كانت تظم عديد الحصون (منها قلعة غنوش) وليس حصن المدينة فقط الذي يعود تأسيسه إلى فترة الوجود العربي بها منذ القرن الأول للهجرة. هذا وتجدر الإشارة إلى ما يذهب إليه بعض المختصين من أن المسرح الدائري لعب دور الحصن في فترة الفوضى في النصف الثاني من القرن الخامس للهجرة.

### العهدين الحديث والمعاصر
كانت مدينة طبربة قاعدة مهمة للحكم العثماني الذي انتصب بالبلاد التونسية منذ سنة 1574 من الناحية الفلاحية والجبائية والعسكرية وعلى هذه القاعدة بنى عثمان داي مشروع دار السلطان التونسية باعتبار جهة طبربة أثرى الفحوص القريبة من العاصمة والخاضعة للحكم المباشر من قبل أجهزة الدولة 
وفي المدينة وتخومها نشأت حضارة زراعية جديدة بعد تركيز مهاجري الأندلس بها ووفود طياش القبائل إليها وتركيز فرق زواوة والغرابة وعائلاتهم في هناشيرها ودشرها. فدب فيها دم اقتصادي وبشري وعمراني جديد أصبح اليوم من أهم مكونات تراثها المادي واللامادي من البناءات إلى الكتب والمخطوطات... مرورا بطرق الزراعة والياتها وبالمزروعات والغراسات المستحدثة وطرق الري ووسائل النقل والجر... ومعاصر الزيتون ووصولا إلى النظم الاجتماعية والمؤسسات الدينية والتعليمية والثقافية وانتشرت الزوايا وكل زاوية تعكس هذا التعدد الإثني الذي احتضنته المدينة في العهد الحديث. 
أما في التاريخ المعاصر فأن العهد الفرنسي جعل من طبربة وظهيرها أهم معقل من معاقل الاستعمار الزراعي وأدخل فيه الميكنة الحديثة وحول الهناشير إلى ضيعات عصرية وأدخل زراعات جديدة أهمها الحبوب والعنب وانتشرت المعاصر معاصر الخمور الجيدة ومعاصر الزيتون ومصطبات خزن الحبوب.... وأنشئت السكة الحديدية التي تخترق طبربة حتى أصبحت المحطة جزءا من تراث المدينة وموقعا من مواقع ذاكرتها.
ودارت رحى الحرب العالمية الثانية في أحد فصولها المصيرية بين ماي 1942 ونوفمبر 1943 والتي تقابل فيها المحور والحلفاء في طبربة وفي ظهيرها: الدخيلة وطريق مجاز الباب...تاركة ذاكرة جماعية شفوية منها ومكتوية مفيدة للبحث التاريخي العسكري والسياسي والبحث المناخي والطبيعي.
وكان التعليم في طبربة زمن الاستعمار العصري منه والزيتووني معينا آخر للذاكرة الجماعية ومنبت طبقة محلية مثقفة لا تزال نماذجها تتجول بيننا فنشأت المدارس القرآنية والمداري الفرنكوعربية والمدارس الفرنسية ومبيتات الطلبة باعتبار أهمية وكثرة حضور المعمرين الفرنسيين المستوطنين مع عائلاتهم وأهمية عنصر الأعيان المحليين وكل هذه الأبواب مجتمعة أو كل باب منها على حدة ما زالت لم تحظ بعد بالدرس والتحليل.
طبربة المدينة وكتاتيب أيام زمان... مؤدبين قدموا الكثير
تعتبر الكتاتيب مؤسسة دينية تربوية شعبية ضاربة بقوة في البلاد التونسية، حيث ظلت عبر عقود مكانا للعلم والمعرفة انطلاقا من العناية بكتاب الله العزيز حفظا ووتعلما وتعليما.
و تقع الكتاتيب داخل الجوامع أو الزوايا، يستند برنامج التدريس فيها على الجمع بين حفظ القرآن والأحاديث النبوية وتعليم العبادات والتربية على الآداب الإسلامية والكتابة والأناشيد.
ولقد تبلورت فكرة الكتاتيب القرآنية منذ القرون الأولى للإسلام، حين اهتم المسلمون بتهذيب أطفالهم والعناية بمعارفهم والاجتهاد في تحسين وتطوير أساليب تلقينهم وتحفيظهم.
و تزخر مدينة طبربة بعديد الكتاتيب، كتاب سدي الجامع الكبير، جامع سيدي ثابت، جامع جعفر، نهج السبة، زاوية سيدي بن حسين، زاوية سيدي علي العزوز، سيدي الطاهر،
و اكتنزت الذاكرة الشعبية في طبربة أسماء عديده لمؤدبين وشيوخ أمثال محمد بن إسماعيل، بشير ماينه، عزوز بالحاج أحمد، رضوان الصدقاوي، فرج بو عزيز، عبد الله بن نصر، الطاهر الربيعي، مختار بالهادي، أطلق عليهم الطاهر محجوب جنود الثقافة والتعليم. 
و لم ينحصر دور المؤدبين داخل الكتاب فقط بل امتد أيضا إلى بيوت تلاميده، حيث كان أولياء التلاميد يهددون أبنائها باخبار المؤدب عند ارتكابهم لأخطاء في البيت وهو جعل للمؤدب محل احترام وخشية تلاميده.